# Nicolás Artajo
Nicolás Artajo-Kwaśniewski (ur. 1 maja 1985 w Berlinie) – niemiecki aktor i reżyser telewizyjny i filmowy.

## Wybrana filmografia

### Filmy fabularne
- 1989: Affaire Nachtfrost (TV) jako dzieciak
- 1994: Tafelspitz jako Chuck Hitchcock
- 1995: Durst nach Rache (TV) jako Max Breuer
- 1998: Der Kinderhasser (TV) jako Rudi
- 2003: Mama macht's möglich (TV) jako Marvin Brandt
- 2005: Der Mann, den Frauen wollen (TV) jako Lutz
- 2009: Królewna Śnieżka (TV) jako książę

### Seriale TV
- 1995: Gute Zeiten, schlechte Zeiten jako
- 1995-96: Für alle Fälle Stefanie jako Alexander Engel
- 1998: Hallo, Onkel Doc! jako Heiko Grünert
- 1999: Lexx jako Kid
- 2004: Hallo Robbie! jako Stefan
- 2004: SOKO Wismar jako Marco Böhmer
- 2005: Krimi.de jako Frederick
- 2005-2007: Julia - Wege zum Glück jako Kolja Hertel
- 2015: Inga Lindström jako Adrian Barati